# 萨姆纳 (艾奥瓦州)
薩姆納（英語：Sumner）是一個位於美國愛荷華州布雷默縣和費耶特縣的城市。

## 地理
薩姆納的座標為42°50′51″N 92°05′30″W / 42.84750°N 92.09167°W，而該地的平均海拔高度為323米（即1060英尺）。

## 人口
根據2010年美國人口普查的數據，薩姆納的面積為6.55平方千米，當中陸地面積為6.53平方千米，而水域面積為0.02平方千米。當地共有人口2028人，而人口密度為每平方千米309人。